# JX
JX 是一个微内核操作系统，内核与扩展应用程序皆使用Java语言。

## 概述
JX实现为一个扩展的JAVA虚拟机（JX核心），对java系统加入一些必要特性的支持，如保护域，硬件存取，与一系列java写成的组件以对计算机上运行的应用程序提供内核工具。由于Java 是一个类型安全的语言，JX 能够对运行的应用程序提供隔离而不需要使用硬件内存保护。